# Сімпсон (пустеля)

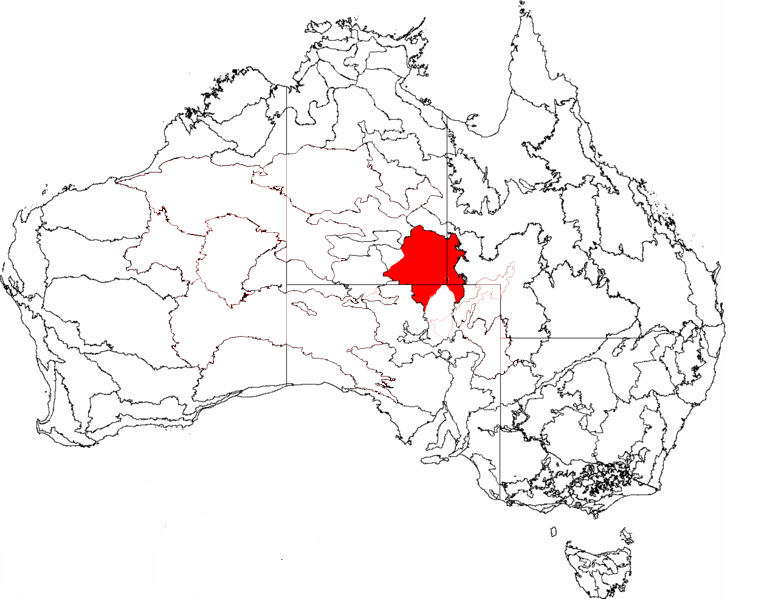
Пустеля Стшелецького на карті Австралії

Сімпсон (англ. Simpson Desert) — пустеля в центральній частині Австралії. Первинна назва Арунта об'єднувала пустелю Сімпсона і пустелю Старта. Площа 112,6 тис. км². Переважно піщана, з паралельними грядами. Довжина до 250 км, висота 20—60 м, на південному сході — піщано-ріннєва, біля берегів озера Ейр — глиниста.
Середня температура січня 28—30 °C, липня — 12—15 °C. У північній частині опадів менше 130 мм, сухі русла криків губляться в пісках. Через пустелю Сімпсона протікають річки Тодд, Пленті, Хейл, Хей; у південній частині є багато пересихаючих солоних озер.
Обстежена С. Медигеном в 1937—1939 роках. Названа на честь Аллена Сімпсона, австралійського географа.
На крайньому сході пустелі розташоване невеличке містечко Бердсвілл. 